# Калашники (Полтавский район)
Калашники (укр. Калашники) — село,
Калашниковский сельский совет,
Полтавский район,
Полтавская область,
Украина.
Код КОАТУУ — 5324081301. Население по переписи 2001 года составляло 468 человек.
Является административным центром Калашниковского сельского совета, в который, кроме того, входят сёла
Гвоздиковка,
Клименки,
Малые Козубы,
Михайлики,
Писаренки,
Подлепичи,
Сердюки и
Твердохлебы.

## Географическое положение
Село Калашники находится в 4,5 км от левого берега реки Полузерье,
примыкает к селу Сердюки, в 0,5 км от сёл Малые Козубы, Михайлики, Писаренки и Клименки.

## Экономика
- ЧП «Имени Калашника».
- ООО «Им. Воровского».

## Объекты социальной сферы
- Школа І—ІІІ ст.